# Tereza Mihalíková
Tereza Mihalíková (* 2. června 1998 Topoľčany) je slovenská profesionální tenistka. Ve své dosavadní kariéře na okruhu WTA Tour vyhrála dva turnaje ve čtyřhře. V sérii WTA 125 přidala tři deblové trofeje. V rámci okruhu ITF získala osm titulů ve dvouhře a devatenáct ve čtyřhře.
Na žebříčku WTA byla ve dvouhře nejvýše klasifikována v červnu 2018 na 349. místě a ve čtyřhře pak v červnu 2025 na 27. místě. Trénuje ji Brit Craig Veal. Dříve tuto toli plnil Torsten Peschke, manžel tenistky Květy Peschkeové.
V juniorském tenise vyhrála Australian Open 2015 a s Ruskou Annou Kalinskou také čtyřhru na Australian Open 2016. V juniorském Fed Cupu 2014 se stala členkou slovenského týmu, který ve finále prohrál se Spojenými státy.
Ve slovenském týmu Billie Jean King Cupu debutovala v roce 2016 bratislavskou baráží 2. světové skupiny proti Kanadě, v níž s Janou Čepelovou prohrála závěrečnou čtyřhru. Slovenky přesto zvítězily 3:2 na zápasy. V roce 2024 byla členkou slovenského výběru, který na finálovém turnaji prohrál ve světovém finále s Itálií. Do září 2025 v soutěži nastoupila k dvanácti mezistátním utkáním s bilancí 0–0 ve dvouhře a 7–5 ve čtyřhře.

## Tenisová kariéra
Na juniorce grandslamu se pětkrát probojovala do finále. Trofeje si odvezla z dvouhry Australian Open 2015 po výhře nad Britkou Katie Swanovou i ze čtyřhry Australian Open 2016. Po boku Anny Kalinské v závěrečném duelu přehrály Ukrajinky Dajanu Jastremskou s Anastasijí Zaryckou. Jako poražená finalistka dohrála v singlu Australian Open 2016, kde nestačila na Bělorusku Věru Lapkovou. V rané fázi juniorské kariéry s ní vytvořila dvojici, která skončila ve finále čtyřhry na US Open 2014 a ve Wimbledonu 2015. Na juniorském kombinovaném žebříčku ITF figurovala nejvýše v závěru srpna 2015 na 4. místě.

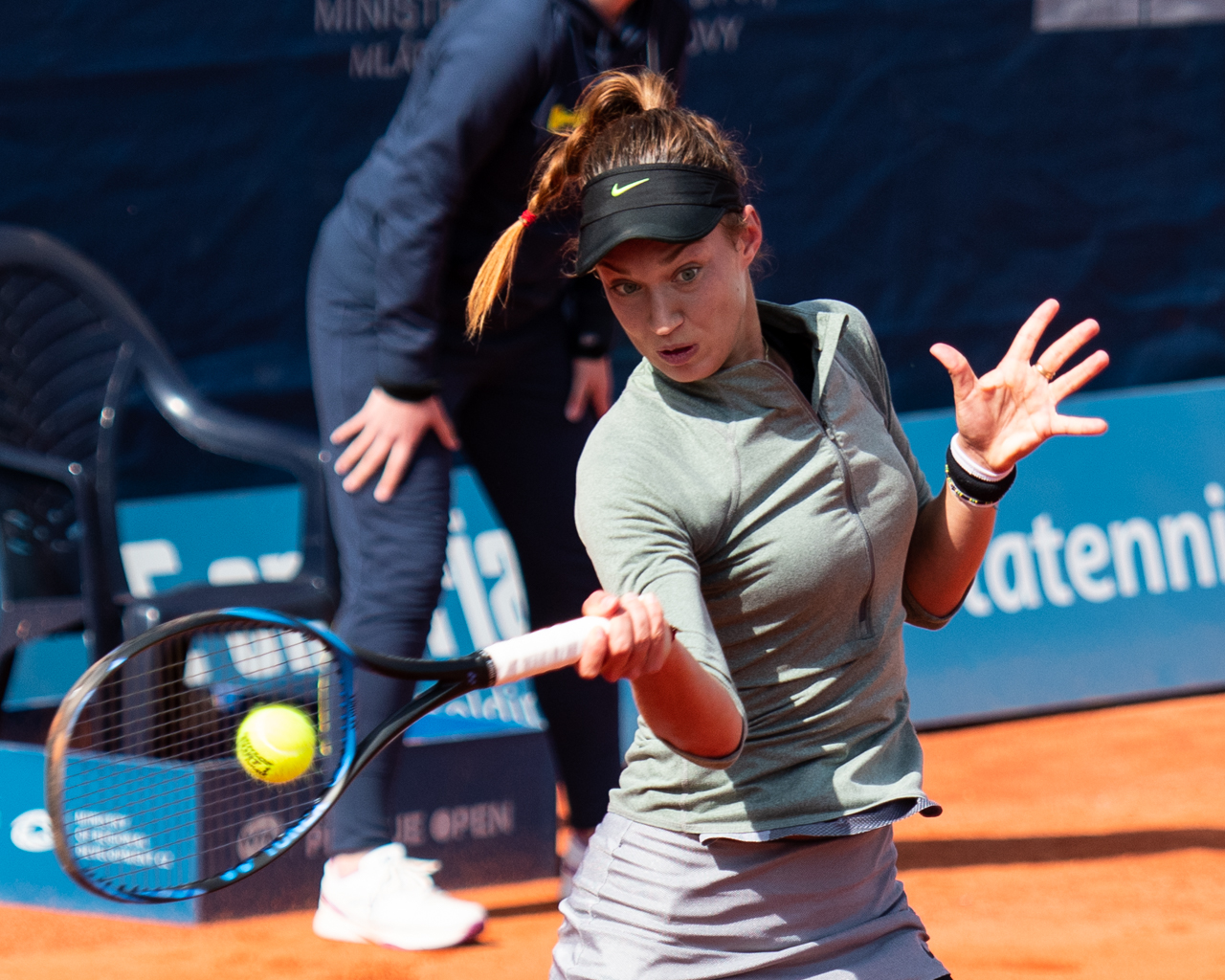
Forhend v úvodním kole kvalifikace Prague Open 2019

V rámci událostí okruhu ITF debutovala v březnu 2014, když na turnaji v Šarm aš-Šajchu dotovaném 10 tisíci dolary postoupila z kvalifikace. Ve druhém kole dvouhry podlehla Švýcarce Connie Perrinové ze čtvrté stovky žebříčku. Premiérový titul v této úrovni tenisu vybojovala během dubna 2015 na káhirském turnaji s rozpočtem 10 tisíc dolarů. Ve finále přehrála třetí nasazenou Bosňanku Deu Herdželašovou z páté světové stovky.
V kvalifikaci túry WTA si poprvé zahrála na lednovém ASB Classic 2016 v Aucklandu, kde nestačila na japonskou turnajovou dvojku Kurumi Naraovou, figurující na osmdesáté první příčce. O dva týdny později zasáhla i do grandslamové kvalifikační soutěže Australian Open 2016, v jejímž úvodu podlehla světové stošestnáctce Stefanii Vögeleové ze Švýcarska. V kvalifikaci J&T Banka Prague Open 2019 ji zastavila Marie Bouzková, které rovněž patřilo 116. místo. V hlavní soutěži okruhu WTA Tour debutovala čtyřhrou J&T Banka Prague Open 2017 díky divoké kartě, jíž obdržela s krajankou Chantal Škamlovou. Ve čtvrtfinále však skončily na raketách americko-polské dvojice Asia Muhammadová a Alicja Rosolská.

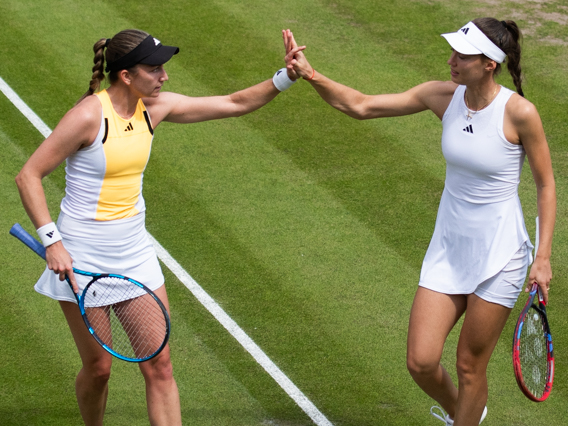
S Olivií Nichollsovou (vlevo) na Birmingham Classic 2024

Dvě deblová finále v sérii WTA 125K prohrála během léta 2021. Nejdříve v páru s Gruzínkou Jekatěrinou Gorgodzeovou na Bol Open a poté i s Ruskou Kamillou Rachimovovou na bastadském Nordea Open. Do premiérového finále na okruhu WTA Tour postoupila v deblu Zavarovalnica Sava Portorož 2021 po boku Rusky Anny Kalinské. V rozhodujícím utkání zářijového turnaje zdolaly srbsko-nizozemské turnajové dvojky Aleksandru Krunićovou s Lesley Pattinamou Kerkhoveovou nejtěsnějším dvoubodovým rozdílem v supertiebreaku. Získala tak první kariérní trofej. 
Druhou trofej na okruhu WTA Tour vybopovala s Britkou Olivií Nichollsovou ve čtyřhře travnatého Berlin Tennis Open 2025. Na události kategorie WTA 500 přehrály ve čtvrtfinále turnajové dvojky Ljudmylu Kičenokovou s Erin Routliffeovou a poté i čtyřky Asii Muhammadovou s Demi Schuursovou. V souboji o titul ukončily 14zápasovou neporazitelnost italských světových šestek, nejvýše nasazených Sary Erraniové a Jasmine Paoliniové. Po finálových porážkách v 's-Hertogenboschi 2024 a Indian Wells 2025 ovládla s Nichollsovou první společný turnaj. Po skončení vystoupala na kariérní maximum žebříčku WTA ve čtyřhře, když jí 23. června 2025 patřilo 27. místo.

## Finále na okruhu WTA Tour

### Čtyřhra: 7 (2–5)
| Legenda            |
| ------------------ |
| Grand Slam (0)     |
| Turnaj mistryň (0) |
| WTA 1000 (0–1)     |
| WTA 500 (1–0)      |
| WTA 250 (1–4)      |

| Stav       | č. | datum           | turnaj                      | kategorie | povrch    | spoluhráčka         | soupeřky ve finále                                | výsledek          |
| ---------- | -- | --------------- | --------------------------- | --------- | --------- | ------------------- | ------------------------------------------------- | ----------------- |
| Vítězka    | 1. | 19. září 2021   | Portorož, Slovinsko         | WTA 250   | tvrdý     | Anna Kalinská       | Aleksandra Krunićová Lesley Pattinama Kerkhoveová | 4–6, 6–2, [12–10] |
| Finalistka | 1. | 18. září 2022   | Portorož, Slovinsko         | WTA 250   | tvrdý     | Cristina Bucșová    | Tereza Martincová Marta Kosťuková                 | 4–6, 0–6          |
| Finalistka | 2. | 18. června 2023 | Rosmalen, Nizozemsko        | WTA 250   | tráva     | Viktória Hrunčáková | Šúko Aojamová Ena Šibaharaová                     | 3–6, 3–6          |
| Finalistka | 3. | 11. února 2024  | Kluž, Rumunsko              | WTA 250   | tvrdý (h) | Harriet Dartová     | Caty McNallyová Asia Muhammadová                  | 3–6, 4–6          |
| Finalistka | 4. | 16. června 2024 | Rosmalen, Nizozemsko        | WTA 250   | tráva     | Olivia Nichollsová  | Ingrid Neelová Bibiane Schoofsová                 | 6–7(6–8), 3–6     |
| Finalistka | 5. | 15. března 2025 | Indian Wells, Spojené státy | WTA 1000  | tvrdý     | Olivia Nichollsová  | Asia Muhammadová Demi Schuursová                  | 2–6, 6–7(4–7)     |
| Vítězka    | 2. | 22. června 2025 | Berlín, Německo             | WTA 500   | tráva     | Olivia Nichollsová  | Sara Erraniová Jasmine Paoliniová                 | 4–6, 6–2, [10–6]  |

## Finále série WTA 125

### Čtyřhra: 7 (3–4)
| Legenda       |
| ------------- |
| WTA 125 (3–4) |

| Stav       | č. | datum         | turnaj                    | povrch    | spoluhráčka            | soupeřky ve finále                     | výsledek            |
| ---------- | -- | ------------- | ------------------------- | --------- | ---------------------- | -------------------------------------- | ------------------- |
| Finalistka | 1. | červen 2021   | Bol, Chorvatsko           | antuka    | Jekatěrine Gorgodzeová | Aliona Bolsovová Katarzyna Kawaová     | 1–6, 6–4, [6–10]    |
| Finalistka | 2. | červenec 2021 | Båstad, Švédsko           | antuka    | Kamilla Rachimovová    | Mirjam Björklundová Leonie Küngová     | 7–5, 3–6, [5–10]    |
| Vítězka    | 1. | prosinec 2021 | Angers, Francie           | tvrdý (h) | Greet Minnenová        | Monica Niculescuová Věra Zvonarevová   | 4–6, 6–1, [10–8]    |
| Vítězka    | 2. | červenec 2022 | Contrexéville, Francie    | antuka    | Ulrikke Eikeriová      | Chan Sin-jün Alexandra Panovová        | 7–6(10–8), 6–2      |
| Vítězka    | 3. | říjen 2022    | Tampico, Mexiko           | tvrdý     | Aldila Sutjiadiová     | Ashlyn Kruegerová Elizabeth Mandliková | 7–5, 6–2            |
| Finalistka | 3. | březen 2024   | Charleston, Spojené státy | tvrdý     | Sara Erraniová         | Olivia Gadecká Olivia Nichollsová      | 2–6, 1–6            |
| Finalistka | 4. | květen 2025   | Paříž, Francie            | antuka    | Olivia Nichollsová     | Irina Chromačovová Fanny Stollárová    | 6–4, 6–7(5), [5–10] |

## Tituly na okruhu ITF
| Dotace turnajů okruhu ITF | Dotace turnajů okruhu ITF |
| ------------------------- | ------------------------- |
| 100 000 $ tournaments     | 80 000 $ tournaments      |
| 75 000 $ tournaments      | 60 000 $ tournaments      |
| 50 000 $ tournaments      | 25 000 $ tournaments      |
| 15 000 $ tournaments      | 10 000 $ tournaments      |

### Dvouhra (8 titulů)
| Č. | datum       | turnaj               | povrch | poražená finalistka      | výsledek      |
| -- | ----------- | -------------------- | ------ | ------------------------ | ------------- |
| 1. | duben 2015  | Káhira, Egypt        | tvrdý  | Dea Herdželašová         | 7–5, 6–3      |
| 2. | srpen 2015  | Šarm aš-Šajch, Egypt | tvrdý  | Sara Tomicová            | 6–2, 6–0      |
| 3. | únor 2016   | Šarm aš-Šajch, Egypt | tvrdý  | Varvara Flinková         | 6–1, 6–4      |
| 4. | duben 2016  | Manamá, Bahrajn      | tvrdý  | Anna Kalinská            | 7–5, 6–1      |
| 5. | srpen 2016  | Šarm aš-Šajch, Egypt | tvrdý  | Ana Veselinovićová       | 2–6, 6–3, 6–4 |
| 6. | září 2016   | Šarm aš-Šajch, Egypt | tvrdý  | Valeria Bhunuová         | 6–3, 7–6(7–3) |
| 7. | říjen 2017  | Šarm aš-Šajch, Egypt | tvrdý  | Nastja Kolarová          | 6–2, 6–4      |
| 8. | březen 2018 | Bópal, Indie         | tvrdý  | Emily Webleyová-Smithová | 6–1, 5–7, 6–0 |

### Čtyřhra (19 titulů)
| Č.  | datum         | turnaj                         | povrch    | spoluhráčka           | poražené finalistky                          | výsledek              |
| --- | ------------- | ------------------------------ | --------- | --------------------- | -------------------------------------------- | --------------------- |
| 1.  | duben 2016    | Manama, Bahrajn                | tvrdý     | Anna Kalinská         | Katharina Heringová Kimberley Zimmermannová  | 7–5, 6–3              |
| 2.  | květen 2016   | Trnava, Slovensko              | antuka    | Anna Kalinská         | Jevgenija Rodinová Anastasija Sevastovová    | 6–1, 7–6(7–4)         |
| 3.  | červenec 2016 | Amarante, Portugalsko          | tvrdý     | Inês Murtová          | Jessica Crivellettová Despina Papamichailová | 7–6(7–5), 6–3         |
| 4.  | březen 2017   | Šarm aš-Šajch, Egypt           | tvrdý     | Anna Morginová        | Li Jüe-nu Meng Žan                           | 2–6, 6–4, [10–5]      |
| 5.  | duben 2017    | Káhira, Egypt                  | antuka    | Mariam Bolkvadzeová   | Bojana Marinkovićová Despina Papamichailová  | 7–6(9–7), 6–3         |
| 6.  | květen 2017   | Hammámet, Tunisko              | antuka    | Naiktha Bainsová      | Francesca Bullaniová Veronica Napolitanová   | 4–6, 6–1, [10–5]      |
| 7.  | listopad 2017 | Puné, Indié                    | tvrdý     | Jaqueline Cristianová | Lee Pchej-čch' Jana Sizikovová               | 4–6, 6–3, [10–7]      |
| 8.  | květen 2018   | Tbilisi, Gruzie                | tvrdý     | Laura Pigossiová      | Svjatlana Piraženková Erika Vogelsangová     | 6–4, 6–1              |
| 9.  | srpen 2018    | Almaty, Kazachstán             | tvrdý     | Valerija Strachovová  | Polina Monovová Jana Sizikovová              | 1–6, 6–2, [10–5]      |
| 10. | říjen 2018    | Lagos, Nigérie                 | tvrdý     | Džulija Terzijská     | Estelle Cascinoová Deniz Chazaňuková         | 6–7(4–7), 6–2, [10–5] |
| 11. | březen 2019   | Canberra, Austrálie            | antuka    | Naiktha Bainsová      | Destanee Aiavová Ellen Perezová              | 4–6, 6–2, [10–4]      |
| 12. | květen 2019   | Jeruzalém, Izrael              | tvrdý     | ulija Hatouková       | Samantha Murrayová Despina Papamichailová    | 2–6, 6–4, [10–8]      |
| 13. | leden 2020    | Monastir, Tunisko              | tvrdý     | Jodie Anna Burrageová | Mallaurie Noëlová Oona Orpanová              | 6–1, 6–2              |
| 14. | leden 2020    | Monastir, Tunisko              | tvrdý     | Julija Hatouková      | Gozal Ajnitdinovová Jekatěrina Dmitričenková | 6–4, 6–2              |
| 15. | únor 2020     | Trnava, Slovensko              | tvrdý (h) | Anna Bondárová        | Amina Anšbaová Anastasia Dețiuc              | 6–4, 6–4              |
| 16. | březen 2020   | Mildura, Austrálie             | tráva     | Abbie Myersová        | Arina Rodionovová Erin Routliffeová          | 6–3, 6–2              |
| 17. | leden 2021    | Hamburk, Německo               | tvrdý (h) | Anna Bondárová        | Amandine Hesseová Kimberley Zimmermannová    | 6–4, 6–4              |
| 18. | říjen 2021    | Las Vegas, Spojené státy       | tvrdý     | Quinn Gleasonová      | Tara Mooreová Emina Bektasová                | 7–6(7–5), 7–5         |
| 19. | říjen 2021    | Rancho Santa Fe, Spojené státy | tvrdý     | Katarzyna Kawaová     | Liang En-šuo Rebecca Marinová                | 6–3, 4–6, 10–6        |

## Finále soutěží družstev: 1 (0–1)
| Výsledek   | č. | datum a místo konání                                                                              | spoluhráčky                                                                      | soupeřky                                                                                          | skóre |
| ---------- | -- | ------------------------------------------------------------------------------------------------- | -------------------------------------------------------------------------------- | ------------------------------------------------------------------------------------------------- | ----- |
| Finalistka | 1. | Billie Jean King Cup 2024 20. listopadu 2024 Malaga, Španělsko tvrdý (hala), Martin Carpena Arena | Rebecca Šramková Anna Karolína Schmiedlová Viktória Hrunčáková Renáta Jamrichová | Itálie                                                                                            | 0–2   |
| Finalistka | 1. | Billie Jean King Cup 2024 20. listopadu 2024 Malaga, Španělsko tvrdý (hala), Martin Carpena Arena | Rebecca Šramková Anna Karolína Schmiedlová Viktória Hrunčáková Renáta Jamrichová | Jasmine Paoliniová Elisabetta Cocciarettová Lucia Bronzettiová Sara Erraniová Martina Trevisanová | 0–2   |

## Finále na juniorském Grand Slamu

### Dvouhra: 2 (1–1)
| Stav       | rok  | turnaj          | povrch | soupeřka ve finále | výsledek |
| ---------- | ---- | --------------- | ------ | ------------------ | -------- |
| Vítězka    | 2015 | Australian Open | tvrdý  | Katie Swanová      | 6–1, 6–4 |
| Finalistka | 2016 | Australian Open | tvrdý  | Věra Lapková       | 3–6, 4–6 |

### Čtyřhra: 3 (1–2)
| Stav       | rok  | turnaj          | povrch | spoluhráčka   | soupeřky ve finále                   | výsledek         |
| ---------- | ---- | --------------- | ------ | ------------- | ------------------------------------ | ---------------- |
| Finalistka | 2014 | US Open         | tvrdý  | Věra Lapková  | İpek Soyluová Jil Teichmannová       | 7–5, 2–6, [7–10] |
| Finalistka | 2015 | Wimbledon       | tráva  | Věra Lapková  | Dalma Gálfiová Fanny Stollárová      | 3–6, 2–6         |
| Vítězka    | 2016 | Australian Open | tvrdý  | Anna Kalinská | Dajana Jastremská Anastasija Zarycká | 6–1, 6–1         |